# Lago de Cavagnöö
O Lago Cavagnöö é um lago de barragem localizado no município de Bignasco, Ticino, na Suíça. Este lago apresenta uma superfície é 0,46 km².